# Fußball-Club Gelsenkirchen-Schalke 04 1969-1970
Questa voce raccoglie le informazioni riguardanti il Fußball-Club Gelsenkirchen-Schalke 04 nelle competizioni ufficiali della stagione 1969-1970.

## Stagione
Nella stagione 1969-1970 lo Schalke, allenato da Rudi Gutendorf, concluse il campionato di Bundesliga al 9º posto. In Coppa di Germania lo Schalke fu eliminato agli ottavi di finale dal Hertha Berlino. In Coppa delle coppe lo Schalke fu eliminato in semifinale dal Manchester City.

## Rosa
| N. |                     | Ruolo | Calciatore              |
| -- | ------------------- | ----- | ----------------------- |
|    | Germania (bandiera) | P     | Dieter Burdenski        |
|    | Germania (bandiera) | P     | Josef Elting            |
|    | Germania (bandiera) | P     | Norbert Nigbur          |
|    | Germania (bandiera) | D     | Hans-Jürgen Becher      |
|    | Germania (bandiera) | D     | Klaus Fichtel           |
|    | Germania (bandiera) | D     | Jürgen-Michael Galbierz |
|    | Germania (bandiera) | D     | Friedel Rausch          |
|    | Germania (bandiera) | D     | Rolf Rüssmann           |
|    | Germania (bandiera) | D     | Klaus Senger            |
|    | Polonia (bandiera)  | D     | Waldemar Słomiany       |
|    | Germania (bandiera) | D     | Jürgen Sobieray         |

| N. |                        | Ruolo | Calciatore           |
| -- | ---------------------- | ----- | -------------------- |
|    | Germania (bandiera)    | C     | Hermann Erlhoff      |
|    | Germania (bandiera)    | C     | Gerhard Neuser       |
|    | Germania (bandiera)    | C     | Klaus Scheer         |
|    | Paesi Bassi (bandiera) | C     | Heinz van Haaren     |
|    | Germania (bandiera)    | C     | Hans-Jürgen Wittkamp |
|    | Germania (bandiera)    | A     | Stan Libuda          |
|    | Germania (bandiera)    | A     | Herbert Lütkebohmert |
|    | Austria (bandiera)     | A     | Hans Pirkner         |
|    | Germania (bandiera)    | A     | Manfred Pohlschmidt  |
|    | Germania (bandiera)    | A     | Rudi Trumpfheller    |
|    | Germania (bandiera)    | A     | Alban Wüst           |

## Organigramma societario
Area tecnica
- Allenatore: Rudi Gutendorf
- Allenatore in seconda: Hans-Günter Diegel
- Preparatore dei portieri:
- Preparatori atletici:

## Calciomercato

### Sessione estiva
| Acquisti | Acquisti         | Acquisti       | Acquisti |
| R.       | Nome             | da             | Modalità |
| -------- | ---------------- | -------------- | -------- |
| P        | Dieter Burdenski | Schalke 04 U19 |          |
| A        | Hans Pirkner     | Admira/Wacker  |          |
| C        | Klaus Scheer     | Siegen         |          |
| A        | Alban Wüst       | SV Alsenborn   |          |

| Cessioni | Cessioni          | Cessioni        | Cessioni |
| R.       | Nome              | a               | Modalità |
| -------- | ----------------- | --------------- | -------- |
| A        | Heribert Dittrich | Coblenza        |          |
| C        | Franz Hasil       | Feyenoord       |          |
| C        | Herbert Höbusch   | Stoccarda       |          |
| A        | Harald Kaminski   | Wattenscheid 09 |          |
| C        | Gerd Kasperski    | Preußen Münster |          |
| A        | Bernd Michel      | Preußen Münster |          |
| C        | Heinz Pliska      | Erle            |          |

## Risultati

### Bundesliga

#### Girone di andata
| Arbitro: | Tschenscher |

|                       |           |  |
| Wittkamp 35’ Wüst 80’ | Marcatori |  |

| Arbitro: | Schulz |

|                               |           |            |
| Schämer 61’ Senger 70’ (aut.) | Marcatori | 28’ Neuser |

| Arbitro: | Redelfs |

|                                                   |           |                           |
| Pirkner 36’, 50’ Pohlschmidt 75’ Diehl 78’ (aut.) | Marcatori | 15’ Rehhagel 87’ Krafczyk |

| Arbitro: | Basedow |

|           |           |             |
| Weist 65’ | Marcatori | 37’ Pirkner |

| Arbitro: | Geng |

|            |           |             |
| Erlhoff 7’ | Marcatori | 30’ Gerwien |

| Arbitro: | Aldinger |

|  |           |          |
|  | Marcatori | 16’ Wüst |

| Gelsenkirchen 4 ottobre 1969, ore 15:30 CET 7ª giornata | Schalke 04 | 0 – 0 referto | Duisburg | Glückauf-Kampfbahn (22 000 spett.)\| Arbitro: \| Siepe \| |
| Arbitro:                                                | Siepe      |               |          |                                                           |

| Arbitro: | Linn |

|  |           |                          |
|  | Marcatori | 10’ Słomiany 80’ Fichtel |

| Arbitro: | Hennig |

|                                         |           |  |
| Pohlschmidt 30’ Wittkamp 83’ Neuser 86’ | Marcatori |  |

| Arbitro: | Tschenscher |

|                               |           |  |
| Brungs 8’, 22’ Altendorff 41’ | Marcatori |  |

| Arbitro: | Linn |

|                 |           |                     |
| Pohlschmidt 53’ | Marcatori | 33’ Haug 37’ Olsson |

| Arbitro: | Ohmsen |

|                                                                     |           |  |
| Rupp 15’, 39’ Hornig 17’ Löhr 48’, 52’ Thielen 63’, 78’ Overath 82’ | Marcatori |  |

| Arbitro: | Fritz |

|                                |           |  |
| van Haaren 39’ Pohlschmidt 70’ | Marcatori |  |

| Arbitro: | Gabor |

|                  |           |              |
| Dringelstein 38’ | Marcatori | 82’ Wittkamp |

| Arbitro: | Horstmann |

|  |           |                                     |
|  | Marcatori | 63’ van Haaren 84’, 87’ Pohlschmidt |

| Arbitro: | Schäfer |

|                                                                                 |           |                                     |
| Pohlschmidt 6’ Galbierz 55’ Lütkebohmert 56’ Słomiany 58’ van Haaren 81’ (rig.) | Marcatori | 37’ Lippens 40’ Beer 43’ Czernotzky |

| Arbitro: | Herden |

|                                                             |           |  |
| Müller 6’ Beckenbauer 13’ Brenninger 23’, 71’ Roth 70’, 89’ | Marcatori |  |

#### Girone di ritorno
| Arbitro: | Aldinger |

|                       |           |  |
| Netzer 31’ Laumen 70’ | Marcatori |  |

| Gelsenkirchen 17 gennaio 1970, ore 15:30 CET 19ª giornata | Schalke 04 | 0 – 0 referto | Eintracht Francoforte | Glückauf-Kampfbahn (20 000 spett.)\| Arbitro: \| Schäfer \| |
| Arbitro:                                                  | Schäfer    |               |                       |                                                             |

| Arbitro: | Lutz |

|              |           |                |
| Rehhagel 65’ | Marcatori | 8’ Pohlschmidt |

| Arbitro: | Heckeroth |

|              |           |           |
| Wittkamp 14’ | Marcatori | 77’ Weist |

| Arbitro: | Riegg |

|                           |           |  |
| Weiß 33’ Gerwien 53’, 61’ | Marcatori |  |

| Gelsenkirchen 25 marzo 1970, ore 20:00 CET 23ª giornata | Schalke 04 | 0 – 0 referto | Werder Brema | Glückauf-Kampfbahn (7 000 spett.)\| Arbitro: \| Heumann \| |
| Arbitro:                                                | Heumann    |               |              |                                                            |

| Arbitro: | Lutz |

|                     |           |  |
| Pirsig 6’ Riedl 63’ | Marcatori |  |

| Arbitro: | Redelfs |

|                                         |           |          |
| Wittkamp 25’ van Haaren 76’ Pirkner 90’ | Marcatori | 58’ Berg |

| Arbitro: | Ohmsen |

|          |           |                              |
| Sell 51’ | Marcatori | 18’ Sobieray 42’ Pohlschmidt |

| Arbitro: | Fritz |

|            |           |                                       |
| Neuser 36’ | Marcatori | 52’ Weber 57’ (rig.) Gayer 74’ Brungs |

| Arbitro: | Fuchs |

|                               |           |  |
| Handschuh 60’ Haug 80’ (rig.) | Marcatori |  |

| Arbitro: | Ott |

|            |           |  |
| Neuser 44’ | Marcatori |  |

| Arbitro: | Wengenmayer |

|                                       |           |             |
| Siemensmeyer 35’ Breuer 43’ Brune 89’ | Marcatori | 87’ Pirkner |

| Arbitro: | Geng |

|          |           |            |
| Wüst 81’ | Marcatori | 74’ Dörfel |

| Arbitro: | Picker |

|                 |           |                           |
| Scheer 57’, 76’ | Marcatori | 74’ Karbowiak 81’ Kobluhn |

| Arbitro: | Kindervater |

|                 |           |              |
| Mors 65’ (rig.) | Marcatori | 89’ Wittkamp |

| Arbitro: | Linn |

|                       |           |                          |
| Lütkebohmert 73’, 85’ | Marcatori | 58’ Müller 66’ Ohlhauser |

### Coppa di Germania
| Arbitro: | Heckeroth |

|               |           |                                                        |
| Nepomucký 63’ | Marcatori | 7’ Wittkamp 59’ Pohlschmidt 64’ Becher 72’, 87’ Libuda |

| Gelsenkirchen 28 luglio 1970, ore CET Ottavi di finale | Schalke 04 | 0 – 0 (d.t.s.) referto | Hertha Berlino | Glückauf-Kampfbahn (20 000 spett.)\| Arbitro: \| Quindeau \| |
| Arbitro:                                               | Quindeau   |                        |                |                                                              |

| Arbitro: | Schulenburg |

|                                                 |           |  |
| Horr 15’ (rig.) Gayer 77’ Ferschl 79’ Weber 90’ | Marcatori |  |

### Coppa delle Coppe
| Arbitro: | Hansen |

|                 |           |             |
| Barber 71’, 72’ | Marcatori | 35’ Pirkner |

| Arbitro: | Kazakov |

|                                    |           |  |
| Libuda 7’ Pirkner 57’ Wittkamp 80’ | Marcatori |  |

| Norrköping 12 novembre 1969, ore CET Secondo turno | IFK Norrköping | 0 – 0 referto | Schalke 04 | Idrottspark (2 346 spett.)\| Arbitro: \| Gow \| |
| Arbitro:                                           | Gow            |               |            |                                                 |

| Arbitro: | Eksztajn |

|            |           |  |
| Scheer 25’ | Marcatori |  |

| Arbitro: | Linemayr |

|            |           |                                    |
| Čerček 65’ | Marcatori | 45’ Pirkner 69’ Fichtel 86’ Becher |

| Arbitro: | Niţescu |

|            |           |  |
| Scheer 90’ | Marcatori |  |

| Arbitro: | Gugulović |

|            |           |  |
| Libuda 77’ | Marcatori |  |

| Arbitro: | van Ravens |

|                                          |           |            |
| Doyle 9’ Young 14’, 27’ Lee 52’ Bell 81’ | Marcatori | 89’ Libuda |

## Statistiche

### Statistiche di squadra
| Competizione      | Punti | In casa | In casa | In casa | In casa | In casa | In casa | In trasferta | In trasferta | In trasferta | In trasferta | In trasferta | In trasferta | Totale | Totale | Totale | Totale | Totale | Totale | DR  |
| Competizione      | Punti | G       | V       | N       | P       | Gf      | Gs      | G            | V            | N            | P            | Gf           | Gs           | G      | V      | N      | P      | Gf     | Gs     | DR  |
| ----------------- | ----- | ------- | ------- | ------- | ------- | ------- | ------- | ------------ | ------------ | ------------ | ------------ | ------------ | ------------ | ------ | ------ | ------ | ------ | ------ | ------ | --- |
| Bundesliga        | 34    | 17      | 7       | 8       | 2       | 29      | 18      | 17           | 4            | 4            | 9            | 14           | 36           | 34     | 11     | 12     | 11     | 43     | 54     | -11 |
| Coppa di Germania | -     | 1       | 0       | 1       | 0       | 0       | 0       | 2            | 1            | 0            | 1            | 5            | 5            | 3      | 1      | 1      | 1      | 5      | 5      | 0   |
| Coppa delle coppe | -     | 4       | 4       | 0       | 0       | 6       | 0       | 4            | 1            | 1            | 2            | 5            | 8            | 8      | 5      | 1      | 2      | 11     | 8      | +3  |
| Totale            | 34    | 22      | 11      | 9       | 2       | 35      | 18      | 23           | 6            | 5            | 12           | 24           | 49           | 45     | 17     | 14     | 14     | 59     | 67     | -8  |

### Andamento in campionato
| Giornata  | 1 | 2 | 3 | 4 | 5 | 6 | 7 | 8 | 9 | 10 | 11 | 12 | 13 | 14 | 15 | 16 | 17 | 18 | 19 | 20 | 21 | 22 | 23 | 24 | 25 | 26 | 27 | 28 | 29 | 30 | 31 | 32 | 33 | 34 |
| --------- | - | - | - | - | - | - | - | - | - | -- | -- | -- | -- | -- | -- | -- | -- | -- | -- | -- | -- | -- | -- | -- | -- | -- | -- | -- | -- | -- | -- | -- | -- | -- |
| Luogo     | C | T | C | T | C | T | C | T | C | T  | C  | T  | C  | T  | T  | C  | T  | T  | C  | T  | C  | T  | C  | T  | C  | T  | C  | T  | C  | T  | C  | C  | T  | C  |
| Risultato | V | P | V | N | N | V | N | V | V | P  | P  | P  | V  | N  | V  | V  | P  | P  | N  | N  | N  | P  | N  | P  | V  | V  | P  | P  | V  | P  | N  | N  | N  | N  |
| Posizione | 4 | 6 | 5 | 4 | 7 | 5 | 5 | 3 | 3 | 5  | 6  | 9  | 7  | 7  | 5  | 5  | 5  | 6  | 6  | 6  | 6  | 7  | 8  | 9  | 8  | 6  | 6  | 7  | 7  | 8  | 8  | 9  | 9  | 9  |

Legenda:

Luogo: C = Casa; T = Trasferta. Risultato: V = Vittoria; N = Pareggio; P = Sconfitta.

### Statistiche dei giocatori
| Giocatore       | Bundesliga | Bundesliga | Bundesliga  | Bundesliga | Coppa di Germania | Coppa di Germania | Coppa di Germania | Coppa di Germania | Coppa delle coppe | Coppa delle coppe | Coppa delle coppe | Coppa delle coppe | Totale   | Totale | Totale      | Totale     |
| Giocatore       | Presenze   | Reti       | Ammonizioni | Espulsioni | Presenze          | Reti              | Ammonizioni       | Espulsioni        | Presenze          | Reti              | Ammonizioni       | Espulsioni        | Presenze | Reti   | Ammonizioni | Espulsioni |
| --------------- | ---------- | ---------- | ----------- | ---------- | ----------------- | ----------------- | ----------------- | ----------------- | ----------------- | ----------------- | ----------------- | ----------------- | -------- | ------ | ----------- | ---------- |
| H. Becher       | 19         | 0          | 0           | 0          | 3                 | 1                 | 0                 | 0                 | 6                 | 1                 | 0                 | 0                 | 28       | 2      | 0           | 0          |
| K. Beverungen   | 0          | 0          | 0           | 0          | 0                 | 0                 | 0                 | 0                 | 0                 | 0                 | 0                 | 0                 | 0        | 0      | 0           | 0          |
| D. Burdenski    | 0          | 0          | 0           | 0          | 0                 | 0                 | 0                 | 0                 | 0                 | 0                 | 0                 | 0                 | 0        | 0      | 0           | 0          |
| J. Elting       | 12         | 0          | 0           | 0          | 0                 | 0                 | 0                 | 0                 | 2                 | 0                 | 0                 | 0                 | 14       | 0      | 0           | 0          |
| H. Erlhoff      | 24         | 1          | 0           | 0          | 1                 | 0                 | 0                 | 0                 | 5                 | 0                 | 0                 | 0                 | 30       | 1      | 0           | 0          |
| K. Fichtel      | 32         | 1          | 0           | 0          | 3                 | 0                 | 0                 | 0                 | 8                 | 1                 | 0                 | 0                 | 43       | 2      | 0           | 0          |
| K. Fischer      | 0          | 0          | 0           | 0          | 2                 | 0                 | 0                 | 0                 | 0                 | 0                 | 0                 | 0                 | 2        | 0      | 0           | 0          |
| J. Galbierz     | 13         | 1          | 0           | 0          | 1                 | 0                 | 0                 | 0                 | 0                 | 0                 | 0                 | 0                 | 14       | 1      | 0           | 0          |
| K. Kuzmierz     | 0          | 0          | 0           | 0          | 0                 | 0                 | 0                 | 0                 | 0                 | 0                 | 0                 | 0                 | 0        | 0      | 0           | 0          |
| S. Libuda       | 31         | 0          | 0           | 0          | 3                 | 2                 | 0                 | 0                 | 7                 | 3                 | 0                 | 0                 | 41       | 5      | 0           | 0          |
| H. Lütkebohmert | 19         | 3          | 0           | 0          | 2                 | 0                 | 0                 | 0                 | 4                 | 0                 | 0                 | 0                 | 25       | 3      | 0           | 0          |
| G. Neuser       | 24         | 4          | 0           | 0          | 1                 | 0                 | 0                 | 0                 | 7                 | 0                 | 0                 | 0                 | 32       | 4      | 0           | 0          |
| N. Nigbur       | 23         | 0          | 0           | 0          | 3                 | 0                 | 0                 | 0                 | 6                 | 0                 | 0                 | 0                 | 32       | 0      | 0           | 0          |
| R. Pfeiffer     | 0          | 0          | 0           | 0          | 0                 | 0                 | 0                 | 0                 | 0                 | 0                 | 0                 | 0                 | 0        | 0      | 0           | 0          |
| H. Pirkner      | 17         | 5          | 0           | 0          | 2                 | 0                 | 0                 | 0                 | 7                 | 3                 | 0                 | 0                 | 26       | 8      | 0           | 0          |
| M. Pohlschmidt  | 32         | 9          | 0           | 0          | 3                 | 1                 | 0                 | 0                 | 7                 | 0                 | 0                 | 0                 | 42       | 10     | 0           | 0          |
| F. Rausch       | 20         | 0          | 0           | 0          | 1                 | 0                 | 0                 | 0                 | 4                 | 0                 | 0                 | 0                 | 25       | 0      | 0           | 0          |
| R. Rüssmann     | 16         | 0          | 0           | 0          | 3                 | 0                 | 0                 | 0                 | 3                 | 0                 | 0                 | 0                 | 22       | 0      | 0           | 0          |
| K. Scheer       | 19         | 2          | 0           | 0          | 3                 | 0                 | 0                 | 0                 | 4                 | 2                 | 0                 | 0                 | 26       | 4      | 0           | 0          |
| K. Senger       | 18         | 0          | 0           | 0          | 0                 | 0                 | 0                 | 0                 | 3                 | 0                 | 0                 | 0                 | 21       | 0      | 0           | 0          |
| J. Sobieray     | 17         | 1          | 0           | 0          | 0                 | 0                 | 0                 | 0                 | 1                 | 0                 | 0                 | 0                 | 18       | 1      | 0           | 0          |
| W. Słomiany     | 20         | 2          | 0           | 0          | 1                 | 0                 | 0                 | 0                 | 4                 | 0                 | 0                 | 0                 | 25       | 2      | 0           | 0          |
| R. Trumpfheller | 0          | 0          | 0           | 0          | 0                 | 0                 | 0                 | 0                 | 0                 | 0                 | 0                 | 0                 | 0        | 0      | 0           | 0          |
| H. Wittkamp     | 26         | 6          | 0           | 0          | 3                 | 1                 | 0                 | 0                 | 6                 | 1                 | 0                 | 0                 | 35       | 8      | 0           | 0          |
| A. Wüst         | 14         | 3          | 0           | 0          | 1                 | 0                 | 0                 | 0                 | 6                 | 0                 | 0                 | 0                 | 21       | 3      | 0           | 0          |
| H. van Haaren   | 33         | 4          | 0           | 0          | 3                 | 0                 | 0                 | 0                 | 8                 | 0                 | 0                 | 0                 | 44       | 4      | 0           | 0          |